# L'Anniversaire (film, 1968)
Pour les articles homonymes, voir L'Anniversaire et The Birthday Party.
Pour plus de détails, voir Fiche technique et Distribution.
L'Anniversaire (The Birthday Party) est un film britannique réalisé par William Friedkin, et sorti en 1968.

## Synopsis
Stanley Webber vit seul dans une pension en bord de mer. Débarquent deux hommes qu'il ne connaît pas, Goldberg et McCann. Ces derniers, sans crier gare, se mettent à persécuter Stanley verbalement, puis lui organisent une "fête d'anniversaire" qui virera au cauchemar...

## Fiche technique
- Titre : L'Anniversaire
- Titre original : The Birthday Party
- Réalisation : William Friedkin
- Scénario : Harold Pinter, d'après sa pièce de théâtre
- Production : Max Rosenberg, Milton Subotsky et Edgar J. Scherick
- Sociétés de production ABC et Palomar Pictures International Inc.
- Photographie : Denys N. Coop
- Montage : Antony Gibbs (en)
- Décors : Edward Marshall
- Pays d'origine :  Royaume-Uni
- Format : Couleurs et noir et blanc (certaines séquences) - 1,85:1 - Mono - 35 mm
- Genre : Comédie dramatique
- Durée : 123 minutes
- Date de sortie : États-Unis : 9 décembre 1968

## Distribution
- Robert Shaw : Stanley Webber
- Patrick Magee : Shamus McCann
- Dandy Nichols : Meg Boles
- Sydney Tafler : Nat Goldberg
- Moultrie Kelsall : Pete Boles
- Helen Fraser : Lulu

## Autour du film
- Le tournage s'est déroulé à Worthing.
- Le film est basé sur la pièce de théâtre éponyme d'Harold Pinter, qui fut un échec commercial lors de ses représentations à Londres en 1958.